# فريد تاتاسكاوري
فريد تاتاسكاوري (بالإنجليزية: Fred Tatasciore)‏ هو ممثل أمريكي، ولد في 15 يونيو 1967 بنيويورك في الولايات المتحدة.

## أعمال

### أفلام
- (2005)  القصة غير مروية
- (2006) الحظيرة[6][7]
- (2007) تي إم إن تي[8][9]
- (2007) مسحور[10][11][12][13]
- (2009) 9
- (2009) الأميرة والضفدع[14][15][16][17][18]
- (2010) رابونزل[19][20][21][22]
- (2011)  وحي
- (2012) رالف المدمر[23][24][25][26]
- (2013) ملكة الثلج
- (2014) عندما كانت مارني هناك[27]
- (2015) بلال
- (2016)  قصة من حرب النجوم[28]
- (2016) كونغ فو باندا 3[29]
- (2016) موانا
- (2017) باور رينجرز[30]
- (2017)  الثأر
- (2017) كراش بانديكوت إن. ساين تريلوجي[31]

### مسلسلات
- أم
- أميريكان داد!
- بن 10
- ألتيمت إليين[32]
- ذا كليفلاند شو
- سلاحف النينجا
- صائد الغيلان
- عائلة ساترديز
- غرافيتي فولز
- كوكب شين
- نجمة ضد قوى الشر

## وصلات خارجية
- فريد تاتاسكاوري على موقع IMDb (الإنجليزية)
- فريد تاتاسكاوري على موقع ميتاكريتيك (الإنجليزية)
- فريد تاتاسكاوري على موقع روتن توميتوز (الإنجليزية)
- فريد تاتاسكاوري على موقع قاعدة بيانات الأفلام العربية
- فريد تاتاسكاوري على موقع ألو سيني (الفرنسية)
- فريد تاتاسكاوري على موقع ميوزك برينز (الإنجليزية)
- فريد تاتاسكاوري على موقع تيرنر كلاسيك موفيز (الإنجليزية)
- فريد تاتاسكاوري على موقع أول موفي (الإنجليزية)
- فريد تاتاسكاوري على موقع قاعدة بيانات الأفلام السويدية (السويدية)
- فريد تاتاسكاوري على موقع قاعدة بيانات الفيلم (الإنجليزية)